# Koenigsegg CC Prototype
Koenigsegg CC — серія прототипів спортивного автомобіля Koenigsegg CC8S, створений компанією Koenigsegg у 1998.

## Технічні характеристики
- Розмір шин: 255/35-335/30 ZR19-2
- Розмір дисків: 9.5J-12.5J x 19-20

Двигун
- Розташування: В базі, поздовжньо
- Об'єм двигуна (см³): 4700
- Кількість та розташування циліндрів: V-подібний/8
- Ступінь стиску: 8.6
- Кількість клапанів на циліндр: 4
- Система живлення: Розподіл впорскування
- Наявність турбонаддуву: так
- Потужність (к. с. при об/хв): 655/6800
- Крутний момент (Н•м при об/хв): 920/5700
- Паливо: АІ-98

Підвіска
- Тип передньої підвіски: Подвійний поперечний важіль
- Тип задньої підвіски: Подвійний поперечний важіль

Кермове управління
- Тип: Шестерня-рейка
- Підсилювач керма:
- Діаметр розвороту (м): 11

Гальма
- Передні: Дискові вентильовані
- Задні: Дискові вентильовані

### Швидкість
- Максимальна швидкість: 354 км/год
- Розгін 0-100 км/год: 3,2 секунди

## Модифікації
- Koenigsegg CC Prototype
- Koenigsegg CC Concept
- Koenigsegg CC8S  - було випущено 6 екземплярів, з них 2 у  виконанні з правим кермом
- Koenigsegg CCR  — виготовлено 20 екземплярів
- Koenigsegg CCX
- Koenigsegg CCXR
- Koenigsegg CCGT — виготовлений 1 екземпляр
- Koenigsegg CCXR Edition
- Koenigsegg CCXS  - виготовлений в єдиному екземплярі
- Koenigsegg CCXR Special Edition — виготовлено 2 екземпляри
- Koenigsegg CCXR Trevita  — виготовлено 3 екземпляри